# Ceralocyna onorei
Ceralocyna onorei är en skalbaggsart som beskrevs av Hovore och Chemsak 2005. Ceralocyna onorei ingår i släktet Ceralocyna och familjen långhorningar. Inga underarter finns listade.